# Ортогнатизм

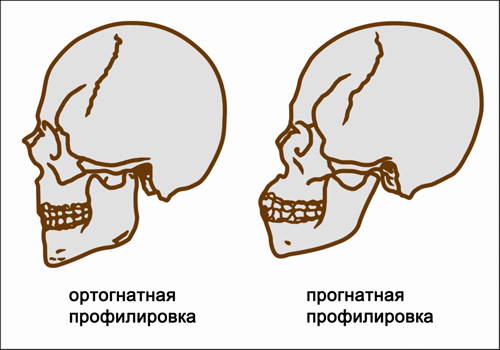
Варіанти профілювання обличчя (по Е. Н. Хрісанфовій і І. В. Перевозчикову)

Ортогнатизм (від дав.-гр. ορθός «прямий» і γνάθος «щелепа») — один з варіантів лицьового профілювання у вертикальній площині, виражений в слабкому ступені виступу носової і альвеолярної частин обличчя, а також всього лиця в цілому. Лінія, що проходить від кореня носа до передньої поверхні верхньої щелепи, розміщена в цьому випадку майже вертикально. Ортогнатизм визначається за допомогою кефалометричних і краніометричних вимірювань (в першому випадку проводяться вимірювання голови, у другому — вимірювання черепу). Лицьовий кут при ортогнатизмі становить від 85° до 92,9°. Крім ортогнатизму розрізняють сильну ступінь вертикального профілювання (виступу) обличчя — прогнатизм, і середню — мезогнатизм.
Ортогнатизм, як і інші типи вертикального профілювання лиця відноситься до одних з найважливіших антропологічних ознак в расових класифікаціях. За даними ознаками виділяють великі раси, а також перехідні і проміжні раси між великими. Ортогнатизм притаманний представникам європеоїдної раси і часто зустрічається у монголоїдів (разом з мезогнатизмом). Прогнатизм характерний для негроїдів і меланезоїдів. Для австралоїдів характерні всі (прогнатизм, мезогнатизм, ортогнатизм) форми профілювання. У представників проміжних і перехідних рас, таких, як ефіопська, південноіндійська і полінезійська, а також у американоїдної раси в основному зустрічається мезогнатизм.